# Trimorus brevicollis
Trimorus brevicollis är en stekelart som först beskrevs av Thomson 1859.  Trimorus brevicollis ingår i släktet Trimorus, och familjen gallmyggesteklar. Arten är reproducerande i Sverige.